# Анастас Митрев
Анастас Митрев е български политически активист. По-късно приема идеите на македонизма и се установява в Социалистическа република Македония.

## Биография
Анастас Митрев е роден през 1884 година в охридското село Завой, тогава в Османската империя. Получава образованието си в Охрид и Пловдив. Известно време е български учител в Кичево, но е преместен от Българската екзархия в българското училище в Лерин. Там влиза в тесни отношения с революционерите от ВМОРО Дзоле Стойчев, Пандил Шишков, Кръстьо Льондев и Петър Христов.
След Младотурската революция в ранната есен на 1908 година от София е изпратен за околийски екзархийски училищен инспектор в Лерин Никола Пасхов. Пасхов организира в Лерин български конституционен клуб, на който е избран за председател, а Анастас Митрев за секретар. На последвалите парламентарни избори агитира заедно с Пандил Шишков агитира в района за кандидата на Съюза Панчо Дорев.
След Контрапреврата на султан Абдул Хамид от 1909 година, когато СБКК приема позиция на неутралност, Митрев и останалите лерински функционери преминават на страната на Народната федеративна партия (българска секция), на учредяването на която Анастас Митрев е делегат за Охридско. През 1909 година е член на Българския учителски съюз в Турция.
Между 1911 и 1912 година Анастас Митрев е в Солун като главен редактор на вестник „Учителски глас“. След Балканската война следва висше образование в Прага. Установява се в България след края на Първата световна война и участва в дейността на Временното представителство на бившата ВМОРО, а по-късно заради левите си разбирания става симпатизант на ВМРО (обединена).
След края на Втората световна война през 1947 година Анастас Митрев се премества в Социалистическа република Македония, където работи в Института за национална история. Публикува свои спомени и биография на охридския войвода Христо Узунов. Умира в Скопие през 1952 година. Негов син е писателят от Северна Македония Димитър Митрев, а внучката му Илинка Митрева е политик от СДСМ.